# تسلسل زمني للانفجار العظيم

في تاريخ الكون، هناك فرضية بأن الموجات الثقالية نشأت عن الناتج عن التمدد تمامًا بعد الانفجار العظيم.

يصف الخط الزمني للانفجار العظيم  الأحداث طبقا للنظرية الأكثر قبولا من قبل الفيزيائيين بشأن الانفجار العظيم. وطبقا للمشاهدات العملية يبدو أن الكون بدأ التكون منذ 13.8 مليار سنة. ومنذ ذلك الوقت يعتقد أن الكون مر بثلاثة مراحل في تكوينه. والجزء الغامض من هذه المراحل والذي يعتبر مبهما وليس معروفا هو جزء من الثانية الأولى بعد الانفجار وهي الفترة التي كان فيها الكون شديد الحرارة بحيث كانت الجسيمات الأولية ذات طاقات عالية جدا تفوق ما وصلت إليه معجلات الجسيمات التي لدينا اليوم. وبناء على ذلك فالمواصفات الأساسية التي وصلنا إليها اليوم عن الانفجار العظيم إنما هي مبنية على الظن والافتراض إلى جانب مشاهداتنا العملية للكون.
وبعد مرور ذلك الجزء من الثانية الأولى بدأ الكون يتشكل ويتطور طبقا لمعرفتنا في أطار فيزياء الطاقة العالية. وتمثل هذه المرحلة الفترة التي تكون فيها أول البروتونات، والإلكترونات والنيوترونات، وكونت هذه أنوية وذرات. وبتكون الهيدروجين المتعادل كهربائيا ظهر إشعاع الخلفية الميكروني الكوني والذي نستطيع قياسه اليوم بأجهزتنا الحديثة.
وبعد تكون الهيدروجين، بدأ يتجمع مكونا نجوم ومجرات وكوازارات، وعناقيد من المجرات ووعناقيد مجرات هائلة.
وتوجد فرضيات ونظريات عديدة عن مصير الكون في المستقبل.
- عندما نرصد جرم سماوي يبعد عنا مثلا 30 مليون سنة ضوئية فإننا نراه على حاله الذي عليه في الماضي. وأننا كلما رصدنا جرم سماوي أبعد من ذلك فإننا نتوغل في الماضي لأننا نراه في حالة قديمة، ذلك لأن الضوء الذي يصلنا الآن قد غادره من وقت طويل حتى وصلنا، وقطع المسافة بسرعة 300,000 كيلومتر في الثانية تقريبا.
- الزمن الكوني: يقصد بالزمن الكوني  عمر الكون الآن البالغ 13.8 مليار سنة. ويستخدم الزمن الكوني في بعض المسائل المتعلقة بتعيين بُعد المجرات والأجرام السماوية عنا. ويستخدم الزمن الكوني في قياس الانزياح الأحمر في طيف المجرة أو الجرم السماوي المراد تعيين بُعده. في تلك المعادلات نرمز للزمن الكوني بالرمز {\displaystyle t_{0}} = 13.8 مليار سنة (الآن).

## نشوء الكون
جميع الأفكار المتعلقة بتكوين الكون في لحظاته الأولى إنما تنبع من الظن، وذلك بسبب عدم معرفتنا بخواص الجسيمات الأولية المتكونة في البدء ذات الطاقة العالية جدا، وتفوق طاقتها ما نقوم بدراسته اليوم في المعجلات الخاصة للجسيمات. وتختلف وجهات نظر الباحثين والعلماء في هذا المضمار اختلافا كبيرا. فتوجد تصورات ونماذج منوعة مثل الحالة الأولية طبقا لهارتل -هوكينغ ، كما اقترحت نماذج التضاريس الوترية، ونموذج الانتفاخ الكوني، وتصور الغاز الوتري، وغيرها. وتتلاقى بعض تلك التصورات مع أخرى، ومنها ما لا يتفق مع تصور آخر.

## فترة بلانك
فترة بلانك هي الفترة الزمنية الممتدة من 10−43 إلى 10−35 ثانية بعد حدوث الانفجار العظيم، حيث تنخفض درجة الحرارة خلال هذه الفترة من 1032 إلى 1027 كلفن.
10−43 ثانية
وتعرف فترة زمن بلانك وفي هذه اللحظة تنفصل قوة الثقالة (الجاذبية) عن القوى الثلاثة الأخرى التي تعرف مجتمعة بالقوة الإلكترونووية. ومن المفترض أن تقوم النظرية الكاملة للثقالة الكمومية مثل نظرية الأوتار الفائقة بفهم جميع هذه الأحداث المبكرة جدا لكن التفسيرات التي تقدمها نظرية الأوتار ما زالت محدودة. حيث يقدر قطر الكون في هذه اللحظة من عمر الكون ب
10−35 م وهو ما يعرف بطول بلانك.
10−36 ثانية
ويحدث انفصال في قوة التآثر القوي عن القوة الإلكترونووية لتصبح هذه الأخيرة مؤلفة من نوعين من القوى فقط: التآثر الكهرومغناطيسي والتآثر الضعيف.
وتعتبر عادة الجسيمات الأولية المرافقة والمشاركة للتآثر القوي أثقل من الجسيمات المرافقة للقوتين الأخرتين، لذا يُعتقد أنها تتشكل وتتكاثف في مرحلة أبكر.

## فترة التوحيد الكبير
تغطي هذه الفترة زمنا يمتد من 10−35 إلى 10−12 ثانية بعد الانفجار العظيم. يقدر انخفاض درجة الحرارة في هذه الفترة من
1027 كلفن إلى 1015 كلفن
في هذه الفترة من الزمن الممتدة من 10−35 ثانية و 10−33 من المعتقد أن يتمدد الفضاء الكوني إلى حجم يقدر ب : 10−32 متر إلى 10−22 متر. هذه الفترة على غاية من الأهمية بالنسبة لتخليق المادة حيث يكون سلوك التآثرالكهرومغناطيسي وقوى التآثر الضعيف متماثلا بالنسبة للمادة والمادة المضادة، حيث أن هاتين القوتين مندمجتين ومن المفروض أن تسلكان سلوك قوة وحيدة. وتقترح نظريات التوحيد الكبرى أن هذه الحالة الاندماجية لهاتين القوتين تسمحان بتكوين جسيمات ثقيلة تسمى بوزونات هيجز.وأن التفاعلات الجسيمية تؤدي إلى تشكل المادة أكثر من المادة المضادة. في المراحل اللاحقة حين يحدث الانفصال، يكون من المتعذر تأمين تكون المادة بأغلبية تفوق المادة المضادة، ذلك لأن التقاء كل جسيم بنقيضه يؤدي إلى فنائهما، أو بمعنى أصح تحولهما ثانيا إلى طاقة.

## مرحلة التآثر الضعيف
بين 10−36 و 10−12 ثانية بعد الانفجارالعظيم
خلال تلك الفترة تنخفض درجة حرارة الكون إلى 1028 كلفن بحيث تسمح لانفصال القوة الشدية (تآثر قوي عن قوى التآثر الكهرومغناطيسي والتآثر الضعيف. ويؤدي طور الانفصال هذا إلى الانتفاخ الكوني حيث يتزايد حجم الكون تزايدا أسياً. وبعده تكون الجسيمات لا زالت على درجة عالية من الطاقة بحيث تنتج أعدادا كبيرة من الجسيمات الغريبة الثقيلة من ضمنها بوزونات W وبوزون Z وكذلك بوزون هيجز المفترض.

## مرحلة الانتفاخ

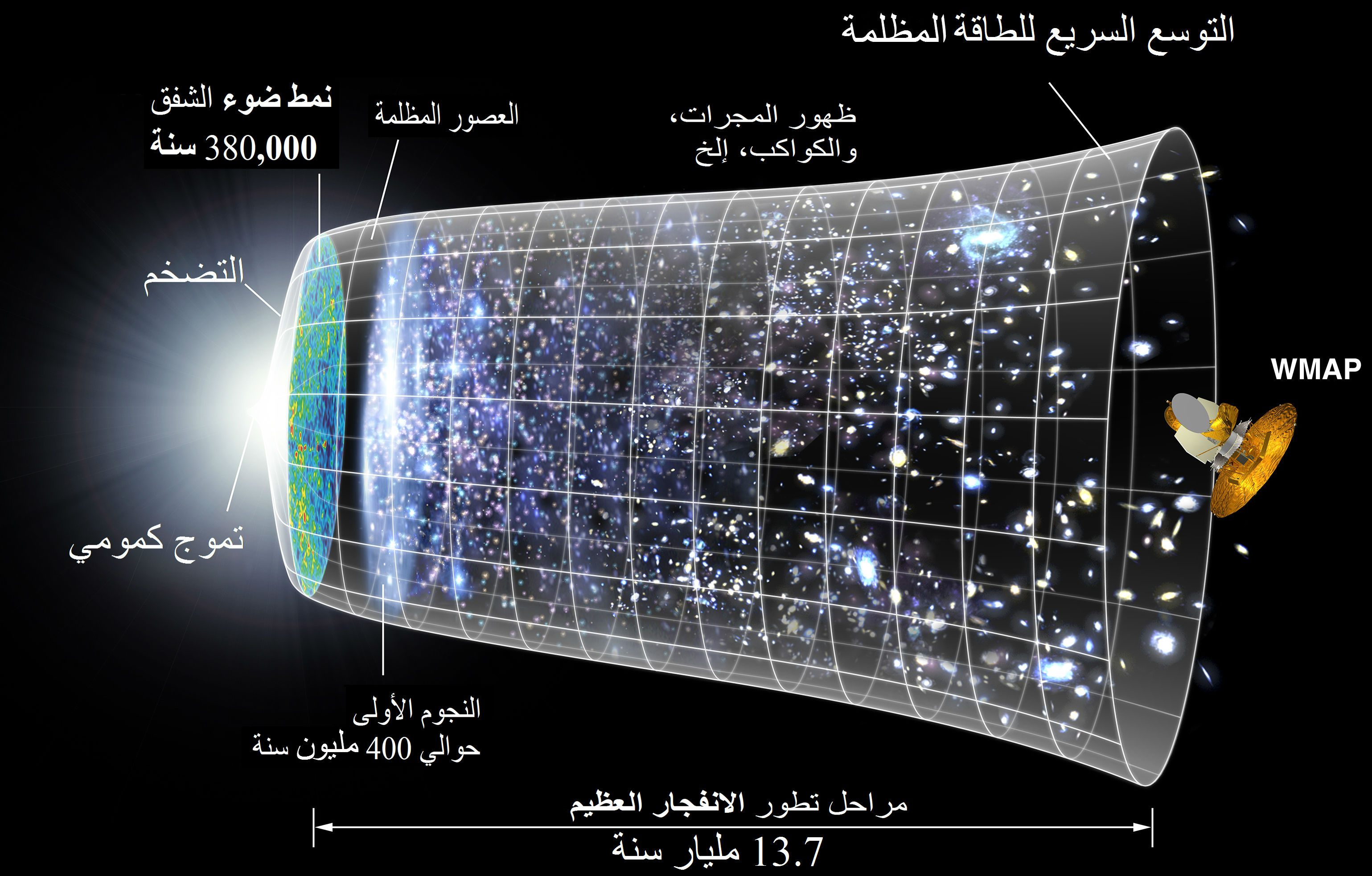
شكل يوضح تكون (الجزء المنظور) في الكون منذ الإنفجار العظيم (يسار) حتى الآن.

تضخم مفاجيء عظيم inflation بين 10−36 ثانية و 10−32 ثانية بعد الانفجار العظيم.
لا نعرف بالضبط الوقت الذي حدث فيه الانتفاخ. ويفترض أن الكون خلال التضخم كان مسطحا، أي أن انحناء الفضاء المتري كان مستويا بحيث يشكل طورا متساوي التوزيع متوسعا بسرعة فائقة، تتشكل خلالها جسيمات التكوين البنائي الكوني الأولى. وتتحول بعض طاقات الفوتونات الهائلة العدد إلى جسيمات غير مستقرة مثل الكواركات وهادرونات ثقيلة تتحلل سريعا.
وطبقا لأحد التصورات أن الكون كان باردا وفارغا نسبيا قبل دخوله مرحلة الانتفاخ، وأن الحرارة الشديدة والطاقة العالية المصاحبة للمراحل الأولى للانفجار العظيم قد نشأت نتيجة تغير الطور الذي صاحب نهاية الانتفاخ.

## الحرارة ترتفع
خلال الارتفاع الجديد في درجة الحرارة تنتهي مرحلة الانتفاخ السريع وتتحلل طاقة الوضع للانتفاخ إلى بلازما من الكواركات والجلوونات الساخنة جدا. إذا اعتبرنا أن التوحيد الكبير لقوانين الطبيعة خاصية فعلية من خصائص عالمنا، فلا بد للانتفاخ الكوني أن يحدث خلال مرحلة التوحيد . مرحلة التوحيد معناها مرحلة يفترض فيها أن جميع القوى الطبيعية كانت موّحدة، ثم بعد ذلك بدأت في الانفصال إلى قوة الجاذبيةو القوة الشديدة والقوة الكهرومغناطيسية وغيرها . بعد فترة التوحيد من المفروض انكسار التناظر (أي انفصال القوى عن بعضها البعض عن «القوة الموحدة» وتشكيلهم على النحو الذي نجدهم عليه الآن ) ، وإلا لوجب وجود أقطاب مغناطيسية منفردة في الكون المرئي. وعند تلك المرحلة يكون الكون مليئا بالإشعاع، والكواركات والإلكترونات والنيوترينوات.

## تخليق الباريونات
لا توجد حتى الآن أي شواهد تفسر ظاهرة وجود الكثير من الباريونات في الكون مع عدم وجود مضدات الباريونات (من خبرتنا المعملية مسألة تحول الطاقة إلى جسيمين متضادين، وهذا ما نعهده في الإنتاج الزوجي حيث يمكن لشعاع جاما أن يتحول إلى إلكترون ونقيضه البوزيترون) ، أحدهما سالب الشحنة والآخر موجب الشحنة. ومن أجل تفسير عدم وجود مضادات الباريونات فلا بد من تحقق الظروف التي أشار إليها العالم الروسي زاخاروف في زمن ما بعد حدوث الانتفاخ. ورغم أن التصورات التي يمكن أن تؤدي إلى تلك الظروف قد شوهدت في تجارب أجريت على الجسيمات، إلا أن نتائج تلك التجارب بيّنت كسرا للتناظر أقل بكثير من أن تفسر الكسر الكبير الحادث للتناظر في الكون المرئي.
- التناظر في تكون المادة ومضاد المادة هو مبدأ علمي يعني أنه لا تفاضل للمادة على مضاد المادة، أي أن من خلال الانفجار العظيم تتكون المادة ومضاد المادة بنفس الأعداد. بروتونات ونقيض البروتونات، إلكترونات ونقيضها البوزيترونات، ونيوترينوات ونقيض نيوترينوات. ولكننا لا نجد في الكون المكون من المادة أي علامة على وجود تجمعات لمضادات المادة. والتقاء المادة ومضاد المادة يؤدي إلى فنائهما في الحال وتحولهما إلى طاقة إشعاعية. لهذا يعتبر زخاروف أن التناظر في تكوين المادة الأولية لم يكن كاملا، وتعتبر تلك الظاهرة أو الافتراض «انكسارا لمبدأ تناظر الجسيمات».

## مرحلة الكواركات
بين 10−12 ثانية و 10−6 من الثانية بعد الانفجار العظيم.
يُعتقد انه مع انكسار تناظر القوة الضعيفة بعد نهاية مرحلة التآثر الضعيف، بدأت الجسيمات الأولية في اكتساب كتلتها عن طريق نموذج هيجز  والذي بمقتضاه يكتسب بوزون هيجز Higgs boson كتلته أيضا(المفترض سابقا وتم تأكيد وجوده رسميا عام 2012 بواسطة قياسات مصادم الهادرونات الكبير) .
. وفي تلك المرحلة يكون كل من التآثرات الأساسية وهي الجاذبية ، والتآثر الكهرومغناطيسي ، والتآثر القوي ، والتآثر الضعيف قد اتخذت مواصفاتها. إلا أن درجة حرارة الكون تكون لا زالت عالية جدا بحيث لا يمكن للكواركات الاتحاد مع بعضها مكونة هادرونات.
أعادت قوى النموذج القياسي تنظيمها بسبب "درجات الحرارة المتزايدة في الانخفاض": أعيد ترتيب تفاعلات هيغز والتآثر الضعيف إلى هيجز بوزون H0 الهائل ، والقوة الضعيفة التي تحملها بوزونات W+ و W- و Z0 الضخمة ، والكهرومغناطيسية التي تحملها فوتونات عديمة الكتلة. يمتلك حقل هيغز قيمة توقع فراغ غير صفرية ، مما يجعل الفرميونات ضخمة. الطاقات عالية جدًا بحيث لا يمكن للكواركات أن تلتحم مكونة هادرونات ، وتشكل بدلاً من ذلك بلازما كوارك-غلوون.

## مرحلة الهادرونات
بين 10−6 من الثانية و 1 ثانية بعد الانفجار العظيم.
يبرد الكون الناشئ بحيث يمكن لبلازما الكواركات والجلوونات الاتحاد وتكوين هادرونات (الهادرونات هي مجموعة الجسيمات الأولية الأكبر كتلة من الإلكترون و الميون) ، بما فيها باريونات مثل بروتونات والنيوترونات. وبعد مرور ثانية واحدة من الانفجار العظيم يمكن للنيوترينوات الانفصال عن بعضها ويبدأ كل منها يتحرك بحرية خلال الفضاء. وهذه الخلفية من النيوترينوات الكونية - مع عدم احتمال إمكانية قياسها - تعادل إشعاع الخلفية الميكروني الكوني التي سوف تظهر في زمن لاحق.

## مرحلة الليبتونات
بين 1 ثانية و 3 دقائق بعد الانفجار العظيم.
تفني معظم الهادرونات ونقيض الهادرونات بعضها البعض في نهاية مرحلة الهادرونات وتتحول إلى طاقة وتترك وراءها ليبتونات ونقيض الليبتونات لتشكل كتلة الكون. وبعد ثلاثة ثوان تقريبا بعد الانفجار العظيم تنخفض درجة حرارة الكون لدرجة لا يمكن فيها توليد جديد لأزواج الليبتونات ومضادات الليبتونات، كما يفني معظم الليبتونات ومضاداتها بعضهم البعض ويتخلف عدد بسيط من الليبتونات.

## مرحلة الفوتونات
بين 3 دقائق و 380,000 سنة.
بعد فناء معظم الليبتونات ونقيض الليبتونات عند نهاية مرحلة الليبتونات تصبح طاقة الكون مليئة بالفوتونات وتبدأ تلك الفوتونات تتفاعل بين حين وآخر مع بروتونات وإلكترونات مشحونة وربما مع بعض الأنوية الخفيفة ويستمر الحال على ذلك خلال ال 380,000 سنة التالية.

### تخليق نووي
بين 3 دقائق و 20 دقيقة بعد الانفجار العظيم.
 
أثناء مرحلة الفوتونات تنخفض درجة حرارة الكون بسبب التوسع السريع بحيث يمكن للذرات أن تتكون (أي اكتساب أنوية الذرات لإلكترونات تدور حولها وتصبح متعادلة الشحنة الكهربية) . وتبدأ البروتونات تتحد مع النيوترونات بواسطة الاندماج النووي. ويتم حدوث ذلك خلال 17 دقيقة تنخفض بعده درجة حرارة الكون بسبب التوسع بحيث لا يمكن للاندماج النووي أن يستمر. في ذلك الوقت تكون كتلة من الهيدروجين قد تكونت، بنسبة ثلاثة أضعاف ما تكوّن من الهيليوم-4، مع وجود آثار بسيطة من أنوية العناصر الخفيفة مثل الليثيوم.

### المادة تسود بعد 70,000 سنة
تصبح كثافة المادة (أنوية الذرات الخفيفة) في هذا الوقت والفوتونات متساوية. ويحدث أن تختلف كثافة المادة من مكان إلى مكان وإن كان ذلك اختلافات طفيفة.

### استعادة الارتباط بين 240,000 – 310,000 سنة

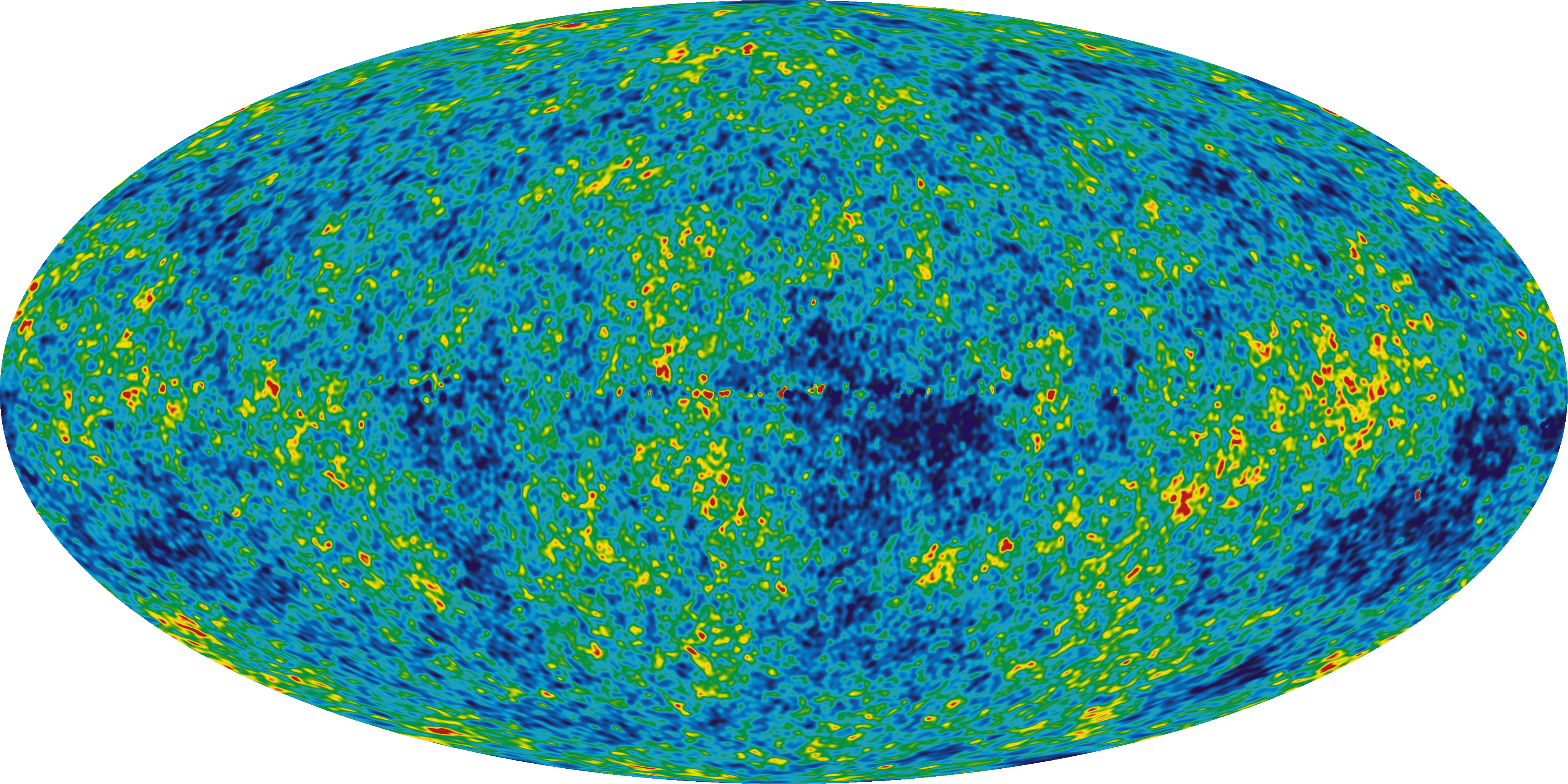
صورة بالقمر الصناعي WMAP تبين مسحا للسماء كاملا لقياس إشعاع الخلفية الكوني وتبين البقع الصفراء والحمراء مراكز تكثف المادة فيه

يبدأ تكون ذرات الهيدروجين والهيليوم وتستمر كثافة الكون في الانخفاض بسبب التمدد. ويعتقد حدوث ذلك خلال الفترة 240.000 و 310.000 سنة بعد الانفجار العظيم حيث تكون أنوية الذرات عارية من إلكتروناتها، وعندما تنخفض درجة حرارة الكون تلتقط الأنوية الإلكترونات وتصبح ذرات متعادلة كهربائيا. ويتم ذلك سريعا وخاصة بالنسية للهيليوم.
 وبما ان الذرات أصبحت متعادلة فيسهل الآن على الفوتونات الحركة الحرة ويصبح الكون شفافا. وتلك الفوتونات التي انبعثت من الذرات بعد حدوث ارتباط الأنوية بالإلكترونات إنما تشكل ما نراه اليوم من إشعاع الخلفية الميكروني الكوني (أنظر توزيعها في الصورة).

### فترة مظلمة
قبل الانفصال كانت معظم الفوتونات في الكون تتفاعل مع الإلكترونات والبروتونات في وسط كثيف من الباريونات والفوتونات. وكان الكون معتما والضوء يكاد يكون معدوما. وكانت المادة الباريونية تتكون من بلازما متأينة وتحولت إلى ذرات متعادلة بعدما التقطت إلكترونات خلال مرحلة استعادة الارتباط وإصدارها بذلك الفوتونات التي تكون إشعاع الخلفية الميكروني الكوني. وعندما تنفصل الفوتونات يصبح الكون شفافا. وحتي ذلك الوقت كانت الإشعة الصادرة ذات طول الموجة 21 سنتيمتر الصادرة من ذرات الهيدروجين. وتوجدالآن مجهودات من أجل قياس تلك الأشعة حيث يمكن الحصول بواسطتها على صورة للكون الناشئ أكثر دقة مما نحصل علية بواسطة قياس أشعة الخلفية الميكرونية.

## تكون البناء

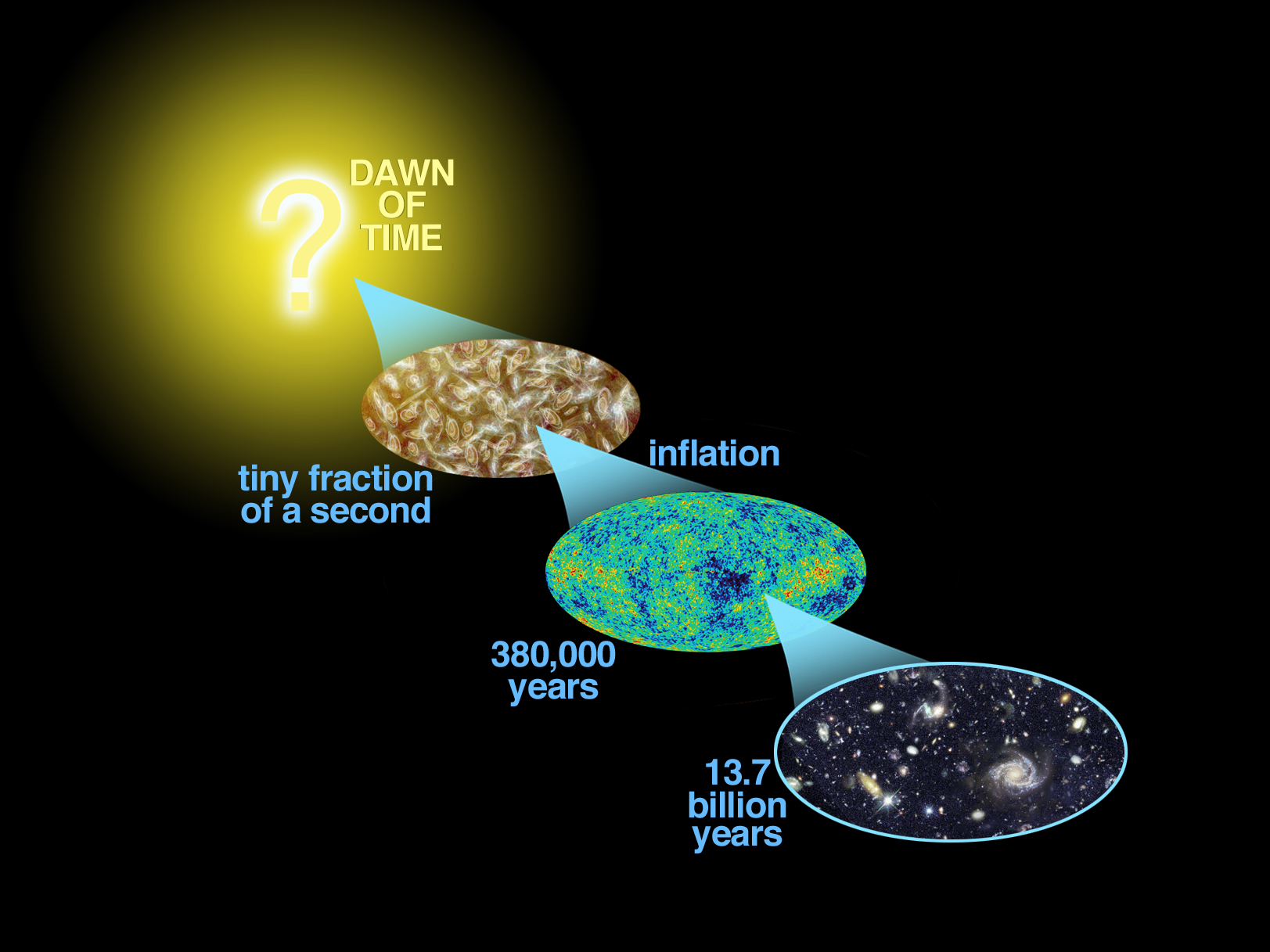
تاريخ الكون باختصار. الانفجار العظيم والتضخم المفاجيء للكون في هيئة طاقة، تكوّن المادة من الطاقة، ثم تجمع المادة (الهيدروجين) مع المادة المظلمة لتكوين مجرات ونجوم، بل وتجمعات المجرات.

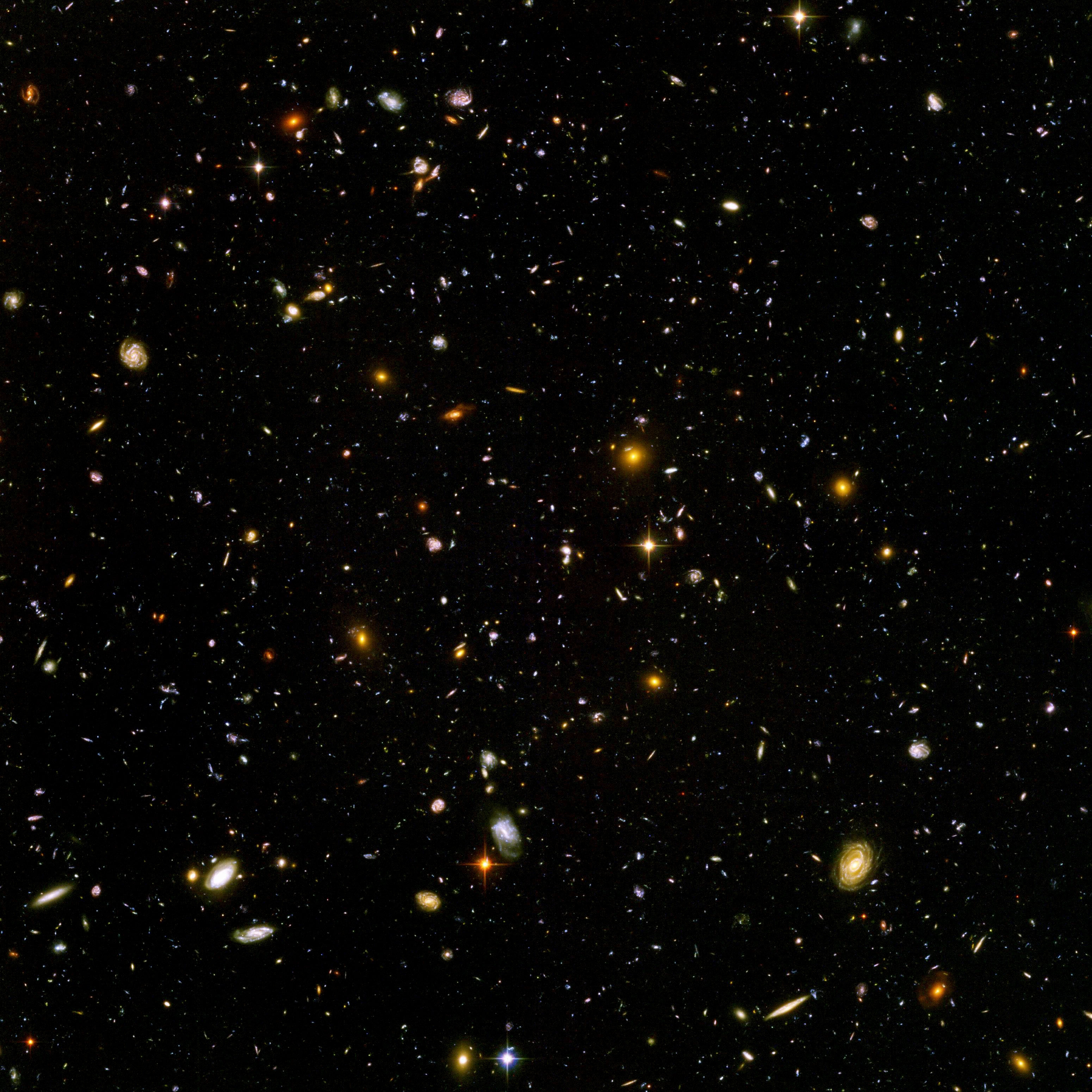
صورة إلتقطها تلسكوب هابل الفضائي فيما يسمى حقل هابل العميق الفائق نشاهد فيه أقدم المجرات، حين نشأت بعد الانفجار العظيم بنحو 700 مليون سنة.(أنظر قائمة أبعد أجرام الكون عنا.

طبقا لنموذج الانفجار العظيم يبدأ تكون البنايات الكونية وذلك بالبنايات الصغيرة قبل تكوّن الكبيرة. وأول البنايات تتخذ شكلا كانت تجمعات نجمية في مجرات بدائية وما يسمى أشباه النجوم quasars وهي تعتبر مجرات نشطة شديدة الضياء وكذلك فصيلة نجمية III. وقبل تلك الفترة يمكن فهم تطور الكون بواسطة نظرية الاضطراب الخطية، أي اعتبار أن جميع البنايات قد تكونت من اختلافات صغيرة في كثافة توزيع الجسيمات، حيث كان توزيعها في البدء يكاد يكون متساويا في جميع أنحاء الكون الناشيء. كما يمكن دراسة نماذج لتلك المراحل بالمحاكاة الحاسوبية. ثم بدأت مرحلة تشكيل البنايات المعقدة غير الخطية. وتجرى أيضا على تلك المراحل المتتالية محاكاة بالحواسيب الكبيرة لحسابات نماذج تجمع التآثر بين مليارات من الجسيمات. ومما يجعلنا نطمئن على صحة نموذج عن آخر هو مقارنة نتائج النماذج المحسوبة ببنية الكون كما نشاهده.
بعد افتراض وجود مادة مظلمة خلال السبعينيات من القرن الماضي - بسبب عدم إمكانية المادة المرئية وحدها في الكون من تكوين المجرات وتجمعات المجرات على النحو الذي نراه اليوم - فقد أجريت الحسابات بافتراض وجود ما سمي «المادة المظلمة» . وبالفعل بينت نتائج الحسابات بالمحاكاة الحاسوبية أن المادة المظلمة لها دور رئيسي في تكوين المجرات وتجمعات المجرات . والبحث جاري الآن لاكتشاف تلك المادة المظلمة عمليا (وهي طبقا للافتراض : جسيمات لها جاذبية ولكنها ضعيفة التفاعل مع المادة المرئية، ولا تمتص ضوءا ولا تصدر ضوءا) .

### عودة التأين: 150 مليون سنة إلى مليار سنة
تتكون أشباه النجوم الأولى (كوازارات) من الانهيار الناتج عن الجاذبية ، حيث تتسبب الطاقة الغشعاعية الصادرة عن ذلك الانهيار في إعادة تأين الهيدروجين في الكون المحيط. كما يعتقد العلماء أن عائلة نجمية III ساهمت إلى جانب أشباه النجوم في تأين الهيدروجين .تتميز العائلة النجمية III بسخونتها ونشاطها في إصدار أشعة فوق البنفسجية تعمل على تأين الهيدروجين . استغرقت حقبة عودة تأين الهيدروجين في الكون في الحقبة الزمنية بين 150 مليون سنة إلى مليار سنة بعد الانفجار العظيم، ومنذ ذلك الوقت فيعتبر كل الكون ممتلئا ب البلازما.

### تكوّن النجوم
تعتبر العائلة النجمية III من النجوم هي أول ما نشأ من النجوم، تتكون من الهيدروجين والهيليوم بصفة أساسية حيث نتج هذان العنصران خلال الانفجار العظيم (وآثار قليلة جدا من الليثيوم). كانت تلك النجوم كبيرة وساخنة جدا بسبب استهلاكها الشديد للهيدروجين والهيليوم، وبذلك بدأ تحويل العناصر الخفيفة التي تكونت خلال الانفجار العظيم (الهيدروجين والهيليوم)إلى عناصر أثقل . إلا أنه لم نستطع حتي الآن مشاهدة نجوم من الفصيلة III من هذا الوقت المبكر في عمر الكون.

### تكوّن المجرات
تتجمع احجام كبيرة من المادة مكونة مجرة. ويعتقد انه بتلك الطريقة تكونت العائلة النجمية II من النجوم، ثم يتبعها تكون العائلة النجمية I في أزمنة لاحقة. تتميز العائلة النجمية I (ومن ضمنها الشمس) بتكونها من الهيدروجين والهيليوم بالإضافة إلى نسبة كبيرة نسبيا من العناصر الثقيلة، خلقت في قلوب ما كان من قبلها من عائلات نجمية III و II ، ثم انفجرت تلك العائلات التي سبقتها في هيئة مستعرات عظمى ونثرت تلك العناصر في الفضاء .
واستطاع مشروع  يوهانيز شيدلار مشاهدة شبه النجم CFHQS 1641+3755 على بعد 12.7 مليار سنة ضوئية. عندما كان عمر الكون 7 % من عمره الحالي.
وقد استطاع رتشارد إليس ومجموعته من معهد التكنولوجيا ببسادينا في 11 يوليو 2007 مشاهدة 6 مجرات تتكون فيها نجوم على بعد 13.2 مليار سنة ضوئية باستخدام تليسكوب كيك Keck II الموجود على جزيرة مونا كيا Mauna Kea، أي أنهم تكونوا وكان الكون 500 مليون سنة فقط.
 وحتى الآن لم تشاهد سوى 10 من تلك التشكيلات.
وتبين صورة المنطقة العميقة جدا المأخوذة بتلسكوب هابل عددا من المجرات الصغيرة تتداخل لتكوين مجرات أكبر وهي على بعد 13 مليار من السنين الضوئية، عندما كان الكون 5 % من عمره الحالي
.
وطبقا للعلم الجديد المسمى علم التاريخ النووي للكون nucleocosmochronology، يعتبر أن القرص الرقيق لمجرة درب التبانة تكون منذ 8.3 ± 1.8 مليار سنة.

### تكوّن المجموعات وعناقيد المجرات
تعمل قوى الجاذبية على جذب المجرات بعضها البعض لتكوين مجموعات وعناقيد المجرات وعناقيد مجريّة هائلة superclusters.

### تكون المجموعة الشمسية بعد 8 مليارات سنة
ثم تكونت أجسام لها مقاييس المجموعة الشمسية، وتعتبر شمسنا من نجوم جيل متأخر حيث تحتوي عل أنقاض من نجوم أجيال سابقة من النجوم، وتكونت الشمس منذ 5 مليارات من السنين تقريبا أو تكونت بين 8 - 9 مليار سنة بعد الانفجار العظيم.

### حالة الكون اليوم: بعد 13.8 مليار سنة
تدل أحسن نتائج القياس على ان عمر الكون يبلغ 13.8 مليار سنة منذ الانفجار العظيم. وبما أن المشاهدة تبين أنَّ الكون يتسع واتساعه متزايد السرعة، فيبدو أن عناقيد المجرّية الهائلة هي أكبر البنايات في الكون. حيث يمنع التوسع المتزايد الحالى للكون من تكوين بنايات أكبر بفعل الجاذبية.

## اقرأ أيضاً
- انفجار عظيم
- انفلاتون
- تمدد الكون
- مخطط زمني رسومي للكون
- عودة التأين
- تخليق نووي
- مجموعات وعناقيد المجرات
- مسح سلووان الرقمي للسماء
- درب التبانة
- تخليق العناصر
- تخليق نووي
- عملاق أحمر
- قزم أبيض
- ثقب أسود
- التوافق الدقيق للكون